# Gnoma geelvinka
Gnoma geelvinka är en skalbaggsart som beskrevs av Dillon 1951. Gnoma geelvinka ingår i släktet Gnoma och familjen långhorningar. Inga underarter finns listade i Catalogue of Life.